# Kaidansaari (ö i Norra Savolax, Varkaus, lat 62,50, long 27,66)
Kaidansaari är en ö i Finland. Den ligger i sjön Kuorre Kaita och i kommunen Leppävirta i den ekonomiska regionen  Varkaus ekonomiska region  och landskapet Norra Savolax, i den centrala delen av landet, 290 km nordost om huvudstaden Helsingfors. Öns area är 2,4 hektar och dess största längd är 320 meter i sydöst-nordvästlig riktning.